# 豊崎愛生
豊崎 愛生（とよさき あき、1986年10月28日 - ）は、日本の声優、女優、歌手。ミュージックレイン所属。徳島県出身。
代表作に『けいおん!』（平沢唯）、『めだかボックス』（黒神めだか）、『シドニアの騎士』（科戸瀬イザナ）などがある。

## 来歴
2人姉妹の次女として生まれる。元々アニメや芝居が好きだったが、学生時代は自分の声にコンプレックスを持ち、人前に出て喋るのが苦手だった。中学生時代はバスケットボール部に、高校生時代は生物部に所属していた。高校生時代は前述の声のことを治したく地元ローカル局・四国放送のテレビ番組『土曜はナイショ!!』に出演していた。その縁で2008年6月12日放送の『530フォーカス徳島』の取材を受けている。
地元の高校を卒業後、大阪芸術大学短期大学部に進学。在学中に2005年から2006年にかけて開催された「ミュージックレイン スーパー声優オーディション」に応募・合格し、声優としてデビューする。声優を目指したきっかけとして、『土曜はナイショ!!』に届いた視聴者からの手紙で、それまで嫌悪していた自分の声を励みにしてくれる視聴者の存在を感じ「声の仕事に就いて恩返ししたい」と思ったことを挙げている。
テレビアニメでは、2007年に『ケンコー全裸系水泳部 ウミショー』の蜷川あむろ役で自身初のレギュラーを獲得するとともに主役デビュー。以降、名前のある役を演じるようになるとともに、『しゅごキャラ!』シリーズ（スゥ役）といった長期レギュラー作品へも出演するようになる。
2009年2月15日に開催された「ミュージックレインgirls 春のチョコまつり」において、同じミュージックレイン所属の寿美菜子・高垣彩陽・戸松遥とともに声優ユニット「スフィア」の結成を発表（所属レーベルはGloryHeaven）。
2009年4月に放送されたアニメ『けいおん!』の平沢唯役で知名度を大きく上げる。自身23歳の誕生日となる2009年10月28日に「love your life」で歌手デビューを果たした。
2010年3月6日に発表された第4回声優アワードにて、新人女優賞を受賞すると同時に、テレビアニメ『けいおん!』の劇中にて結成したユニット“放課後ティータイム”として、日笠陽子、佐藤聡美、寿美菜子、竹達彩奈とともに歌唱賞も受賞。アニメージュ第32回アニメグランプリ声優部門においてもグランプリを受賞している。
2011年3月1日には『けいおん!!』平沢唯役で東京アニメアワード2011個人部門声優賞を受賞。2011年3月5日に発表された第5回声優アワードにて、主演女優賞とパーソナリティ賞を受賞。同年6月には、自身初となるコンサートツアーを東京・名古屋・神戸の3都市にて行った。
2011年からはテレビでのタレント活動も始め、テレビ東京系列のバラエティ番組『絆体感TV 機動戦士ガンダム 第07板倉小隊』にレギュラーで出演した。また2015年4月から9月までの毎週火曜日にテレビ東京系列の朝の情報・報道番組『チャージ730!』で天気予報コーナーを担当した。
2015年10月1日より、豊崎愛生のLINE公式アカウントが開設された。
2017年10月26日、『豊崎愛生のおかえりらじお』の生配信中に、同日に一般男性と入籍したことを発表した（追って公式ブログでも発表）。
2025年8月15日、夫がくも膜下出血で死去したことに伴い、一部活動を制限していることが所属事務所から発表された。

## 人物

### 名前・愛称
「愛生」という名前は、両親の「たくさんの人に愛されて生きていける人になりますように」という願いから名付けられたという。
代表的な愛称は、本名「愛生」に親しみをこめて「ちゃん」を付けた「あきちゃん」である。しかし日本人でも「愛生」を振り仮名なしでは「あき」と読むのは難しく、対して比較的簡単に「あいなま」と読めることから、「あいなまちゃん」と呼ぶ例も見られ、お好み焼きチェーン店の道とん堀がスフィアとのコラボを展開した際、豊崎発案のメニューは『あいなまっちゃパフェもんじゃ』であった。また豊崎も所属するユニットのスフィアの他メンバーからは「あきぽん」「あっきー」とも呼ばれている。『けいおん!』『聖痕のクェイサー』で共演し、インターネットラジオ番組『聖痕のクェイサーラジオ!』で共にパーソナリティーを務めた声優の日笠陽子からは「あっきょ」と呼ばれている。同番組内では第一回配信で互いの愛称にも触れ、学生時代に夢中になっていたTBSドラマ『ずっとあなたが好きだった』の登場人物「桂田冬彦（演 - 佐野史郎）」から名前を取って「豊彦（とよひこ）」と呼ばれていたことを語った。日笠を「よっちゃん」と呼んでいたが、「あっきょ」と同様にお互いしか使っておらず「なかなか（世間に）浸透しないね」と語る場面があった。また、母親からは「あーちゃん」と呼ばれているという。『絆体感TV 機動戦士ガンダム 第07板倉小隊』の共演者からは「トヨちゃん」と呼ばれている。

### 趣味・特技
趣味は、自分でコーヒーを淹れることや、イラストを描くこと。格闘・アクション、RPGと幅広いジャンルのコンピュータゲームを好いている。
子供の頃にハマッていたアニメは『青いブリンク』で、ブリンクのキャラクターがプリントされたパンツを愛用していた。好きな音楽のジャンルは、ロックやパンク・ロック、フォークソングやニューミュージック、1960年代・1970年代のガールズポップス、みんなのうたなど多岐にわたっており、好きなアーティストとしては、ビートルズ、アレサ・フランクリン、ドクター・フィールグッド、ブライアン・セッツァー、エルヴィス・コステロ、谷山浩子、羊毛とおはな、THEE MICHELLE GUN ELEPHANT、飛蘭、椎名林檎、B'z、クラムボンなどを挙げており、2015年11月6日に再発売された『ザ・ビートルズ1』の広告にもコメントを寄せている。その音楽の趣味を同じくロックやパンクを愛し、自身も歌手活動をする同業の森永理科と分かち合っており、互いのラジオでお互いの名前を挙げることがある。また、巨乳好きとして知られ、豊崎も自身が演じるキャラクターには巨乳が多いと語ったことがある。Mac使いである。
特技は「アコースティック・ギター」で、小学生の頃に聴いた音楽の影響で始めた。ギターは父親に頼んで誕生日に買ってもらったものの、本人が期待していたエレキギターではなかったが「父が買ってくれたもの」ということでそのまま受け入れた。後に、『けいおん!』のWebラジオ『らじおん!』の企画で、自身らが演じるキャラクターと同様に実際にバンド活動を行うことになり、その際にエレキギター（ギブソン・レスポール）も所有するようになった。この他に料理も特技として挙げられ、スフィアの他のメンバーが認めるほどの腕前である。

## 出演
太字はメインキャラクター。

### テレビアニメ
2006年
- RED GARDEN（女子生徒）

2007年
- がくえんゆーとぴあ まなびストレート!（手芸部員）
- ラブ★コン（生徒、女子高生）
- ケンコー全裸系水泳部 ウミショー（蜷川あむろ）
- ぽてまよ（椎名静）
- かみちゃまかりん（ミッチリアン1）
- ぼくらの（子供）
- みなみけ（2007年 - 2013年、吉野） - 4シリーズ
- しゅごキャラ!（2007年 - 2010年、スゥ） - 3シリーズ
- キミキス pure rouge（子供一輝、女子生徒）

2008年
- のらみみ（女の子）
- ネットゴーストPIPOPA（プー〈セイレーン〉、浦澤京子）
- 二十面相の娘（女中B）
- 乃木坂春香の秘密（2008年 - 2009年、朝比奈麻衣、塔ヶ崎エリ） - 2シリーズ
- 地獄少女 三鼎（平石逸子）
- 美肌一族（白鳥愛）
- のだめカンタービレ 巴里編（受験生）
- あかね色に染まる坂（よっちゃん）

2009年
- アキカン!（天空寺なじみ）
- アスラクライン（大原杏） - 2シリーズ
- けいおん!（2009年 - 2010年、平沢唯） - 2シリーズ
- アラド戦記〜スラップアップパーティー〜（少年イルベク、虎の巻ポリス、フローレスセント、ステラ、女B）
- 初恋限定。（別所小宵）
- 青い花（茂木美和）
- かなめも（中町かな）
- 東京マグニチュード8.0（ユカ）
- うみものがたり 〜あなたがいてくれたコト〜（大島）
- 宙のまにまに（和下あいこ）
- うみねこのなく頃に（アスモデウス）
- 狼と香辛料II（メルタ）
- とある科学の超電磁砲（2009年 - 2020年、初春飾利） - 3シリーズ
- 聖剣の刀鍛冶（リサ）
- こばと。（大村裕美）

2010年
- 聖痕のクェイサー（2010年 - 2011年、山辺燈、オーリャ、グレゴリィ） - 2シリーズ
- 会長はメイド様!（兵藤さつき）
- いちばんうしろの大魔王（曽我けーな）
- しまじろう ヘソカ（2010年 - 2012年、ののちゃん、まるりん） - 2シリーズ
- オオカミさんと七人の仲間たち（竜宮乙姫）
- みつどもえ（2010年 - 2011年、吉岡ゆき） - 2シリーズ
- あそびにいくヨ!（メルウィン）
- おとめ妖怪 ざくろ（雪洞）
- To LOVEる -とらぶる-（2010年 - 2015年、モモ・ベリア・デビルーク、ペケ〈代役〉） - 3シリーズ
- 百花繚乱 サムライガールズ（2010年 - 2013年、直江兼続） - 2シリーズ
- とある魔術の禁書目録 シリーズ（2010年 - 2018年、初春飾利） - 2シリーズ
- そらのおとしものf（カオス）

2011年
- フラクタル（ミーガン）
- 放浪息子（白井桃子）
- べるぜバブ（邦枝葵）
- 花咲くいろは（押水菜子）
- ジュエルペット シリーズ（2011年 - 2015年、エンジェラ、浅香ひなた、大宮ぴんく〈ピンク〉、ジュエリーナ、レディ・ダイアナ 他） - 6シリーズ
- あの日見た花の名前を僕達はまだ知らない。（ぽっぽ〈幼少〉）
- そふてにっ（平塚由良）
- 神のみぞ知るセカイII（長瀬純）
- ゆるゆり（2011年 - 2015年、池田千歳） - 3シリーズ + 特別編
- 猫神やおよろず（しゃも）
- 魔乳秘剣帖（楓）
- 47都道府犬（徳島犬）
- UN-GO（因果、矢田寿美恵）
- ラストエグザイル-銀翼のファム-（ファム・ファン・ファン）
- 輪るピングドラム（荻野目桃果）

2012年
- 妖狐×僕SS（小人村ちの）
- クイーンズブレイド リベリオン（ミリム）
- めだかボックス（黒神めだか） - 2シリーズ
- 夏色キセキ（環凛子）
- アクセル・ワールド（チユリ〈倉嶋千百合 / ライム・ベル〉）
- 氷菓（善名梨絵）
- ココロコネクト（永瀬伊織）
- 武装神姫（イリス）

2013年
- 変態王子と笑わない猫。（小豆の母）
- 革命機ヴァルヴレイヴ（リーゼロッテ・W・ドルシア）
- サーバント×サービス（千早恵）
- 神さまのいない日曜日（アイ・アスティン）
- 東京レイヴンズ（コン、飛車丸）
- 勇者になれなかった俺はしぶしぶ就職を決意しました。（豊崎愛生）

2014年
- ノラガミ（2014年 - 2015年、小福） - 2シリーズ
- ディーふらぐ!（船堀さん）
- オレカバトル（内木デー太）
- シドニアの騎士（2014年 - 2015年、科戸瀬イザナ） - 2シリーズ
- 彼女がフラグをおられたら（龍騎士原月麦）
- ブラック・ブレット（聖天子）
- テラフォーマーズ（2014年 - 2016年、柳瀬川八恵子） - 2シリーズ
- 天体のメソッド（水坂柚季）
- ガールフレンド（仮）（螺子川来夢）

2015年
- 電波教師（荒木光太郎、女子生徒A）
- ミカグラ学園組曲（先輩）
- FAIRY TAIL シリーズ（2015年 - 2019年、セイラ） - 2シリーズ
- うしおととら（2015年 - 2016年、檜山勇） - 2シリーズ
- コンクリート・レボルティオ〜超人幻想〜（2015年 - 2016年、鬼野笑美） - 2シリーズ
- かみさまみならい ヒミツのここたま（2015年 - 2018年、メロリー、桜井玲美）

2016年
- クロムクロ（雪姫、ムエッタ）
- くまみこ（店員）
- タイムトラベル少女〜マリ・ワカと8人の科学者たち〜（早瀬真理）
- アンジュ・ヴィエルジュ（エルエル）
- ベルセルク（シャルロット）
- プリパラ（2016年 - 2017年、ジャニス）
- フリップフラッパーズ（ウェルウィッチア）

2017年
- クズの本懐（皆川茜）
- この素晴らしい世界に祝福を! シリーズ（2017年 - 2024年、ゆんゆん） - 2シリーズ
- ユニコーンのキュピ（キュピ） - アニメの原案・キャラクターデザインも豊崎が担当
- ドラえもん（テレビ朝日版第2期）（パオパオ）
- Re:CREATORS（アルタイル〈軍服の姫君〉）
- アリスと蔵六（樫村早苗）
- デュエル・マスターズ（2017）（2017年 - 2022年、うららかもも、マファリッヒ・タンク、ブルマン・チュリス、女子アナウンサー、B・デッキー 他） - 6シリーズ
- プリプリちぃちゃん!!（のんちゃん）
- メイドインアビス（マルルク）
- リルリルフェアリル〜魔法の鏡〜（エンジェラ）
- クジラの子らは砂上に歌う（オリヴィニス）
- いつだって僕らの恋は10センチだった。（合田美桜）

2018年
- ラーメン大好き小泉さん（山田先生）
- ゆるキャン△（2018年 - 2024年、犬山あおい、警官人形、列車、ガイコツ、しぶき橋 他） - 3シリーズ
- 覇穹 封神演義（道行天尊）
- アイドルタイムプリパラ（ジャニス）
- PERSONA5 the Animation（2018年 - 2019年、カロリーヌ&ジュスティーヌ、ラヴェンツァ） - 1シリーズ + 特別編後編
- キラキラハッピー★ ひらけ!ここたま（2018年 - 2019年、マルメ、ポワン、メロリー）

2019年
- 明治東亰恋伽（パトリック）
- 私に天使が舞い降りた!（姫坂エミリー）
- 鬼滅の刃（手鬼〈幼少期〉）
- 異世界かるてっと（2019年 - 2020年、ゆんゆん、リスタルテ） - 2シリーズ
- 女子高生の無駄づかい（鷺宮しおり）
- 魔王様、リトライ!（エンジェル・ホワイト）
- とある科学の一方通行（初春飾利）
- フルーツバスケット（2019年 - 2021年、草摩依鈴） - 3シリーズ
- 慎重勇者〜この勇者が俺TUEEEくせに慎重すぎる〜（リスタルテ、ティアナ）
- Dr.STONE（2019年 - 2025年、紅葉ほむら） - 4シリーズ

2020年
- へやキャン△（犬山あおい、犬）
- どるふろ -狂乱篇-（スオミ）
- ミュークルドリーミー（2020年 - 2022年、みゅー） - 2シリーズ
- 魔王学院の不適合者 〜史上最強の魔王の始祖、転生して子孫たちの学校へ通う〜（2020年 - 2024年、イザベラ） - 3シリーズ
- キラッとプリ☆チャン（ジャニス）

2021年
- IDOLY PRIDE（赤崎こころ）
- 逆転世界ノ電池少女（神楽坂ミミ）

2022年
- ビルディバイド -＃FFFFFF-（アイリス）
- 異世界薬局（ファルマ・ド・メディシス）
- 異世界おじさん（2022年 - 2023年、アリシア）
- ポプテピピック TVアニメーション作品第二シリーズ（ポプ子〈第11話Aパート〉）

2023年
- 英雄王、武を極めるため転生す 〜そして、世界最強の見習い騎士♀〜（セイリーン / リンちゃん）
- 僕の心のヤバイやつ（2023年 - 2024年、原穂乃香） - 2シリーズ
- 転生貴族の異世界冒険録〜自重を知らない神々の使徒〜（サラ）
- スキップとローファー（花園さくら）
- この素晴らしい世界に爆焔を！（ゆんゆん）
- カワイスギクライシス（エルメア・アシネス）
- でこぼこ魔女の親子事情（シータ）
- 星屑テレパス（海果の母）

2024年
- 恋は双子で割り切れない（神宮寺母）
- 戦国妖狐（なう）

2025年
- 想星のアクエリオン Myth of Emotions（ハタノ トシ）
- TO BE HERO X（シャオ・ユエチン）
- 機動戦士Gundam GQuuuuuuX（セシリア・アイリーン）
- 白豚貴族ですが前世の記憶が生えたのでひよこな弟育てます（百華公主）
- CITY THE ANIMATION（にーくら、悪魔、天使、逆ケンタウロス）
- 出禁のモグラ（マギー君、小野坂咲良子）
- 姫騎士は蛮族の嫁（アリッサ・マルシアス）

### 劇場アニメ
2010年
- 劇場版“文学少女”（竹田千愛）
- ジュノー（美依）

2011年
- UN-GO episode:0 因果論（因果）
- 映画けいおん!（平沢唯）
- 劇場版ポケットモンスター ベストウイッシュ ビクティニと黒き英雄 ゼクロム・白き英雄 レシラム（チョロネコ）

2012年
- ベルセルク 黄金時代篇（2012年 - 2013年、シャルロット） - 3部作
- ジュエルペット スウィーツダンスプリンセス（エンジェラ）
- ハプニングスター☆ 〜地球人の知らない冒険〜（ミル）

2013年
- 劇場版 あの日見た花の名前を僕達はまだ知らない。（鉄道〈幼少〉）
- 劇場版 とある魔術の禁書目録 -エンデュミオンの奇蹟-（初春飾利）
- 劇場版 花咲くいろは HOME SWEET HOME（押水菜子）
- 十五少年漂流記〜海賊島DE!大冒険〜（レーモン）

2014年
- そらのおとしもの（カオス）

2015年
- 劇場版 シドニアの騎士（科戸瀬イザナ）

2016年
- アクセル・ワールド INFINITE∞BURST（チユリ〈倉嶋千百合 / ライム・ベル〉）
- 告白実行委員会〜恋愛シリーズ〜（合田美桜） - 2作品
- ラストエグザイル-銀翼のファム- Over The Wishes（ファム・ファン・ファン）

2017年
- BLAME!（統治局）
- 映画かみさまみならい ヒミツのここたま 奇跡をおこせ♪テップルとドキドキここたま界（メロリー）

2018年
- 劇場版 プリパラ&キラッとプリ☆チャン 〜きらきらメモリアルライブ〜（ジャニス）

2019年
- 劇場版総集編【前編】メイドインアビス 旅立ちの夜明け（マルルク）
- マルルクちゃんの日常（マルルク）
- 劇場版総集編【後編】メイドインアビス 放浪する黄昏（マルルク）
- BLACKFOX（マダラ）
- 映画 この素晴らしい世界に祝福を!紅伝説（ゆんゆん）

2021年
- シドニアの騎士 あいつむぐほし（科戸瀬イザナ）

2022年
- RE:cycle of the PENGUINDRUM（荻野目桃果） - 前後編
- 映画 ゆるキャン△（犬山あおい）
- 私に天使が舞い降りた! プレシャス・フレンズ（姫坂エミリー）

2024年
- ふれる。（幼優太）

2025年
- 映画しまじろう しまじろうとゆうきのうた
- 遠井さんは青春したい！『バカとスマホとロマンスと』（望月もも）

### OVA
2008年
- 快盗天使ツインエンジェル（クラスメイトC）

2009年
- アキカン!（天空寺なじみ）
- 苺ましまろ OVA2 encore Vol.1（子供たち）
- 限定少女。（別所小宵）
- To LOVEる -とらぶる- OVA（2009年 - 2010年、モモ・ベリア・デビルーク） - コミックス第16 - 18巻限定版に付属
- みなみけ（2009年 - 2013年、吉野） - コミックス第6・10・11巻限定版

2010年
- 怪物王女（2010年 - 2011年、令裡） - コミックス第13・14・16巻限定版
- 剣と魔法と学園モノ。2（オリーブ）
- 聖痕のクェイサー 〜女帝の肖像〜（山辺燈）
- とある科学の超電磁砲（初春飾利）
- “文学少女”メモワールIII -恋する乙女の狂想曲-（竹田千愛）
- べるぜバブ 〜拾った赤ちゃんは大魔王!?〜（邦枝葵） - ジャンプスーパーアニメツアー上映作品

2011年
- あそびにいくヨ!おーぶいえーであそびきにました!!OVAすぺしゃる（メルウィン）
- 会長はメイド様!（兵藤さつき） - DVD＆Blu-ray第10巻新作特別エピソード
- かってに改蔵（彩園すず）
- 装甲騎兵ボトムズ Case;IRVINE（ドナ）
- Fate/Prototype（沙条愛歌） - カーニバルファンタズム3rd season 特典映像

2012年
- アクセル・ワールド -銀翼の覚醒-（倉嶋千百合 / ライム・ベル）
- 猫神やおよろず（しゃも）
- 乃木坂春香の秘密 ふぃな〜れ♪（朝比奈麻衣）
- To LOVEる -とらぶる- ダークネス（2012年 - 2016年、モモ・ベリア・デビルーク） - コミックス第5・6・8・9・12・13・15・16・17巻限定版に付属

2014年
- ノラガミ（小福） - コミックス10・11巻DVD付き特別版に収録
- ゆるゆり なちゅやちゅみ!（池田千歳）

2016年
- この素晴らしい世界に祝福を!（ゆんゆん） - 小説第9巻オリジナルアニメブルーレイ付き同梱版

2020年
- ゆるキャン△スペシャルエピソード（三輪バイクの声）

### Webアニメ
- こいけん!〜私たちアニメになっちゃった!〜（2012年、音羽わかば）
- ポケットモンスター ブラック2・ホワイト2 紹介SPムービー（2012年、主人公〈女の子〉）
- 約束の七夜祭り（2018年、星真の母）
- ケンガンアシュラ（2019年、倉吉理乃[124]） - 2シリーズ
- ポケモンマスターズ トレーナー大集結スペシャルアニメーション（2019年、メイ[125]）
- 魔王様、“プチ”リトライ！（2019年、エンジェル・ホワイト）
- みにゆり（2019年、池田千歳[126]）
- モノのかみさま ここたま（2019年 - 2020年、メロリー）
- アイドルランドプリパラ（2021年、ジャニス）
- GAMERA -Rebirth-（2023年、ジュンイチ[127]）
- 藍の約束（2024年、ラン[128]）

### ゲーム
時期不明
- AIKA ONLINE（プラン）

2005年
- トリックスター（グミ）

2006年
- グラナド・エスパダ（レイチェル・シェフィールド）
- ファンタジーアース ゼロ（弱気な少女II）

2007年
- がくえんゆーとぴあ まなびストレート! キラキラ☆Happy Festa!
- ウミショー（蜷川あむろ）
- モンスターハンター フロンティア オンライン（VOICE TYPE37、38）
- 令嬢探偵〜オフィスラブ事件慕〜（沢口美香）

2008年
- あかね色に染まる坂 ぱられる（よっちゃん）
- AWAY シャッフルダンジョン（アネーラ）
- しゅごキャラ! シリーズ（スゥ）
  - しゅごキャラ! 3つのたまごと恋するジョーカー
  - しゅごキャラ! あむのにじいろキャラチェンジ

- 海辺でリーチ! DS（白浜珊瑚）
- 牧場物語 ようこそ!風のバザールへ（メリーニ、ネリネ）
- 桃色大戦ぱいろん（シェリー＝マイン、青山あろえ）

2009年
- アークライズファンタジア（ソニア）
- アガレスト戦記ZERO（アプリ）
- 風色サーフ（アリサ・ベリエフ）
- クイーンズブレイド スパイラルカオス（ランシェル、スーシェル）
- サモンナイトX 〜Tears Crown〜（アシュリー）
- しゅごキャラ! ノリノリ!キャラなりズム♪（スゥ）
- (PW)Project Witch（山崎りえ）
- ルミナスアーク3 アイズ（シオン）

2010年
- うみねこのなく頃に 〜魔女と推理の輪舞曲〜（アスモデウス）
- エストポリス（ティア）
- けいおん! 放課後ライブ!!（平沢唯）
- ケロロRPG 騎士と武者と伝説の海賊（イリンクス）
- 剣と魔法と学園モノ。2G（オリーブ）
- 剣と魔法と学園モノ。3（キルシュトルテ）※PS3版のみ
- こいけん!（音羽わかば）
- 東京鬼祓師 鴉乃杜學園奇譚（鈴）
- マリッジロワイヤル プリズムストーリー（宇和島伊予）

2011年
- うみねこのなく頃に散 〜真実と幻想の夜想曲〜（アスモデウス）
- ガチトラ! 〜暴れん坊教師 in High School〜（浅見萌）
- CHAOS RINGS Ω（シーリア）
- セブンスドラゴン2020（NAV3.7、キャラメイクボイス）
- 戦律のストラタス（麻井由比）
- とある科学の超電磁砲（初春飾利）
- ドラゴンネスト（ロゼ）
- ドリームプロデューサー（あかり）
- ファイナルファンタジー零式（シンク）
- ファントムブレイカー（柚葉）
- 武装神姫 BATTLE RONDO（悪魔夢魔型MMS ヴァローナ）
- My sweet ウマドンナ 〜僕は君のウマ〜（松田あすか）
- マザーグースの秘密の館 〜BLUE LABEL〜（アンジェリカ＝フロックハート）
- メイド☆ぱらだいす 〜目指せ!メイドナンバーワン!〜（浅見萌）
- マビノギ英雄伝（ティイ、イヴィ）

2012年
- アクセル・ワールド -銀翼の覚醒-（チユリ〈倉嶋千百合〉）
- あの日見た花の名前を僕達はまだ知らない。（ぽっぽ〈幼少〉）
- 王と魔王と7人の姫君たち 〜新・王様物語〜（アプリコット）
- ガールフレンド（仮）（螺子川来夢）
- ココロコネクト ヨチランダム（永瀬伊織）
- 戦国大戦 -1582 日輪、本能寺より出づる-（朝日姫、菊姫、EXねね〈ココロコネクト〉）
- とびたて!超時空トラぶる花札大作戦（沙条愛歌、ちびアサシン）
- My sweet ウマドンナ2 〜ウマすぐ Kiss Me〜（松田あすか）
- 嫁コレ（ファム・ファン・ファン、初春飾利、千早恵、アイ・アスティン、倉嶋千百合）

2013年
- アクセル・ワールド -加速の頂点-（チユリ〈倉嶋千百合〉）
- KILLER IS DEAD（ミカ・タケカワ）
- 神撃のバハムート（ペネロピー）
- セブンスドラゴン2020-II（ムラクモ、NAV3.7）
- とある魔術と科学の群奏活劇（初春飾利）
- ファントムブレイカー: エクストラ（藤林柚葉）
- ファントムブレイカー: バトルグラウンド（藤林柚葉）

2014年
- あんさんぶるガールズ!（星海こよい）
- 乖離性ミリオンアーサー
- グランブルーファンタジー（2014年 - 2018年、メルゥ、ジュスティーヌ、カロリーヌ）
- グリモア〜私立グリモワール魔法学園〜（2014年 - 2017年、西原ゆえ子、初春飾利）
- 消しごむ娘 。〜俺の消しゴムがこんなに可愛いわけがない〜（消しごむ娘。）
- ジェイスターズ ビクトリーバーサス（黒神めだか）
- 神話帝国ソウルサークル（魔公爵アスタロト、女神ヤガミヒメ）
- To LOVEる-とらぶる- ダークネス -Idol Revolution-（モモ・ベリア・デビルーク）
- To LOVEる -とらぶる- ダークネス バトルエクスタシー（モモ・ベリア・デビルーク）

2015年
- ガールフレンド（仮） きみと過ごす夏休み（螺子川来夢）
- 九十九姫（暮音）
- ザクセスヘブン リベリオン（老竹）
- セブンスドラゴンIII code:VFD（ミオ、キャラクターメイク）
- ダンジョンストライカー（リアナ、エレシア）
- 電撃文庫 FIGHTING CLIMAX IGNITION（初春飾利）
- To LOVEる -とらぶる- ダークネス トゥループリンセス（モモ・ベリア・デビルーク）
- ノラガミ—神ト縁—（小福）
- パズルワンダーランド（シャルロット）
- ファントムブレイカー: バトルグラウンド オーバードライブ（藤林柚葉）
- ゆるかみ!（阿波ことり、鳴門ゆかり、讃岐つるこ）
- ロイヤルフラッシュヒーローズ（ベアトリーチェ）
- ロストリーバース(サユリ)

2016年
- アンジュ・ヴィエルジュ〜ガールズバトル〜（エルエル）
- あんさんぶるガールズ!!（星海こよい）
- ZERO ESCAPE 刻のジレンマ（Q）
- ファンタシースターオンライン2（アル、女性ボイス）
- ベルセルク無双（シャルロット）
- ペルソナ5（ジュスティーヌ&カロリーヌ / ラヴェンツァ）

2017年
- アクセル・ワールド VS ソードアート・オンライン 千年の黄昏（ライム・ベル）
- 陰陽師本格幻想RPG（山兎）
- 黒騎士と白の魔王（コノハナサクヤ）
- この素晴らしい世界に祝福を! -この欲深いゲームに審判を!-（ゆんゆん）
- To LOVEる -とらぶる- ダークネス グラビアチャンス（モモ・ベリア・デビルーク）
- ファタモルガーナの館 -COLLECTED EDITION-（ポーリーン）
- プリパラ（ジャニス）
- アンジュ・ヴィエルジュ 〜ガールズバトル〜（ゆんゆん）

2018年
- 電脳戦機バーチャロン×とある魔術の禁書目録 とある魔術の電脳戦機（初春飾利）
- プリパラ オールアイドルパーフェクトステージ!（ジャニス）
- きららファンタジア（犬山あおい、平沢唯）
- 決戦！平安京（かぐや姫）
- ペルソナ3 ダンシング・ムーンナイト（ラヴェンツァ）
- ペルソナ5 ダンシング・スターナイト（ジュスティーヌ&カロリーヌ / ラヴェンツァ）
- かんぱに☆ガールズ（ゆんゆん）
- 白猫テニス（平沢唯）
- 電撃文庫：CROSSING VOID（初春飾利） - 海外向けアプリゲーム
- フードファンタジー（湯圓、うどん）
- ペルソナQ2 ニュー シネマ ラビリンス（ジュスティーヌ&カロリーヌ）

2019年
- 非人類学園 -Extraordinary Ones-（嫦娥）
- 47 HEROINES（佐嘉未央）
- 共闘ことばRPG コトダマン（2019年 - 2024年、ジュスティーヌ&カロリーヌ、ゆんゆん）
- この素晴らしい世界に祝福を! 〜希望の迷宮と集いし冒険者たち〜（ゆんゆん）
- ファンタシースターオンライン2 es（アリスティン、ナティブシパッド）
- とある魔術の禁書目録 幻想収束（初春飾利）
- クイズRPG 魔法使いと黒猫のウィズ（初春飾利）
- ドールズフロントライン（スオミ、ジャッジ）
- ガールズ X バトル 2（張角、献帝）
- ポケモンマスターズ / EX（2019年 - 2024年、メイ）
- ファントム オブ キル（ゆんゆん）
- 八月のシンデレラナイン（犬山あおい）
- 城とドラゴン（トレントガール）
- ペルソナ5 ザ・ロイヤル（ジュスティーヌ&カロリーヌ / ラヴェンツァ）

2020年
- チェインクロニクル（2020年 - 2022年、初春飾利、アリシア）
- 刀使ノ巫女 刻みし一閃の燈火（初春飾利）
- ペルソナ5 スクランブル ザ・ファントム ストライカーズ（ラヴェンツァ）
- この素晴らしい世界に祝福を! ファンタスティックデイズ（ゆんゆん）
- ユニゾンリーグ（初春飾利）
- ワールドフリッパー（フロレッタ）
- ラングリッサー モバイル（アカヤ）
- 天華百剣 -斬-（初春飾利）
- 戦国少女〜戦場に舞う姫たち〜（豊臣秀吉、真田幸村）
- 崩壊3rd（氷の律者、アナ・シャニアテ）
- アークナイツ（バグパイプ）
- MASS FOR THE DEAD（リスタルテ）
- この素晴らしい世界に祝福を! 〜この欲望の衣装に寵愛を!〜（ゆんゆん）
- ポコロンダンジョンズ（ゆんゆん）
- 百花繚乱 -パッションワールド（直江兼続）
- 百鬼異聞録〜妖怪カードバトル〜（山兎）
- HoneyWorks Premium Live（合田美桜）
- 三国志名将伝（小喬）
- ドラゴンクエスト ライバルズ（女神セレシア）

2021年
- うみねこのなく頃に咲 〜猫箱と夢想の交響曲〜（アスモデウス）
- ゆるキャン△ VIRTUAL CAMP（犬山あおい）
- ファンタジア・リビルド（コン）
- ルーンファクトリー5（フーカ）
- アカシッククロニクル〜黎明の黙示録（ラズリー）
- 白夜極光（テッサ、ドーン）
- IDOLY PRIDE（2021年 - 2022年、赤崎こころ）
- シノビマスター 閃乱カグラ NEW LINK（直江兼続、モモ・ベリア・デビルーク）
- 終末のアーカーシャ（カリン）
- 結城友奈は勇者である 花結いのきらめき（初春飾利）
- モンスターストライク（2021年 - 2025年、紅葉ほむら、ゲキリン、初春飾利、ジュスティーヌ＆カロリーヌ）
- シドニアの騎士 掌位ノ絆（科戸瀬イザナ）
- ゆるキャン△ Have a nice day!（犬山あおい）
- 鬼滅の刃 ヒノカミ血風譚（手鬼〈幼少期〉）
- グランサガ（エリサ）

2022年
- ファントムブレイカー：オムニア（藤林柚葉）
- この素晴らしい世界に祝福を！〜呪いの遺物と惑いし冒険者たち〜（ゆんゆん）
- 東方電幻景（伊吹萃香）

2023年
- 原神（ナヴィア）
- アイドルランドプリパラ（ジャニス）
- ペルソナ5 タクティカ（ラヴェンツァ）

2024年
- ファイアーエムブレム ヒーローズ（2024年 - 2025年、ニーズヘッグ）
- 妖怪ウォッチ ぷにぷに（ゆんゆん）
- 逆転オセロニア（ゆんゆん）
- アッシュエコーズ（モフフ）

2025年
- シャインポスト Be Your アイドル!（和泉野小夢）

時期未定
- デュエットナイトアビス（トリュフ&ヘーゼルナッツ）

### 同人ゲーム
- ELEMENTAL BATTLE ACADEMY（アプリコ＝クレール）

### ドラマCD
- 愛を歌うより俺に溺れろ!
- 蒼き鋼のアルペジオ（2011年、四月一日いおり）
  - 第24巻ドラマCD付き特装版（2022年）[228]
- 『アクセル・ワールド』+『ソードアート・オンライン』ドラマCD（チユリ[229]）
- Re:バカは世界を救えるか? ドラマCD（アルル）
- アキカン!（天空寺なじみ）
- アクエリアンエイジ ドラマCD フェンリル編（フェンリル）
- ELEMENT GIRLS 元素周期 萌えて覚える化学の基本（水素）
- おうちでごはん -Voice of Mealtime-（鴨川鈴菜）
- おとぎドラマ・オオカミさんと七人の仲間たち 『おおかみさんとおむすびころりん対決』（竜宮乙姫）
- おとめ妖怪 ざくろ ドラマCD 活劇音盤 〜さき、共々と〜（雪洞）
  - おとめ妖怪 ざくろ ※コミックス第8巻ドラマCD付き限定版（雪洞[230]）
- 俺の彼女と幼なじみが修羅場すぎる（春咲千和）
- 怪異いかさま博覧亭（蓬）
- 会長はメイド様! シリーズ（兵藤さつき）
  - 会長はメイド様! ご主人様 アニメ化ですよ! ドラマCD ※LaLa 2010年5月号付録
  - 会長はメイド様! キャラクターコンセプトCD2、3
- 影執事マルクの響き 1・2（アイシャ）
- 神さまのいない日曜日（アイ）
- グリードパケット∞（ソニィ）
- ココロコネクト 夏と水着と暴風雨（永瀬伊織）
  - ココロコネクト 春とデートと妹ごっこ（永瀬伊織）
- サーバント×サービス（千早恵[231]）※コミックス1巻ドラマCD付き特装版
- シドニアの騎士（科戸瀬イザナ[232]）※原作第13巻特装版
- しゅごキャラ! ドラマCD付き限定版 12巻（スゥ）
- ストロボ・エッジ ドラマCD vol.1・2（木下仁菜子）
- 世界でいちばん強くなりたい!（萩原さくら）
- せんごくっ!? 〜悠久乱世恋華譚〜どきどきっ!? 〜天下分け目の花嫁修業!!〜（赤須静）
- チヒロ☆ちひろ（瀬野ちひろ）
- 東京レイヴンズ ドラマCDパック（コン[233]）
- とある魔術の禁書目録II ARCHIVES3（初春飾利）
- 夏色キセキ オリジナルCDドラマ〜ドリームアワー・イン・紗希's room〜（環 凛子）
- 初恋限定。（別所小宵）
- ファタモルガーナの館II 〜あなたに寄り添う音の物語 慟哭の章〜（ポーリーン[234]）
- Fate/Prototype 蒼銀のフラグメンツ（沙条愛歌[235]）
- “文学少女”と死にたがりの道化 【前篇】・【後編】（竹田千愛）
- ヘルズキッチン（一ノ瀬初夏）
- マンガ家さんとアシスタントさんと（風羽りんな）
- みなみけ シリーズ（吉野）
  - みなみけ
  - みなみけ〜おかわり〜
  - みなみけ おかえり
- Yourすいーとほーむ（綾瀬メグミ）
- 柚子ペパーミント（ナツミ・カンミ）
- ゆるゆり さくひま放送 ON AIR!（池田千歳）※コミックス第9巻ドラマCD付き限定版に同梱

### ラジオドラマ
- 噂屋 〜フラワーテイル〜（福泉蘭子）（ニッポン放送『有楽町アニメタウン』内）
- ELEMENT GIRLS 元素周期 萌えて覚える化学の基本（水素、ルテチウム）（2009年）
- 私立ハコ入り女学園（冴木華子）（ニッポン放送『ミュ〜コミ+プラス』内コーナー『アニコボ』木曜日「ラジメーション」：2010年1月14日 - 3月25日）
- 野に咲く花  -誰も死なない2-（和歌山小梅）（音泉：2010年7月14日 - 8月25日）
- ニッポン放送開局60周年ミュ〜コミ+プラス・ラジオドラマ「バック・トゥ・ザ・レディオ」（吉田の母[236]：2014年8月26日）

### 吹き替え

#### 映画
- エンジェル ウォーズ（2011年、ブロンディー〈ヴァネッサ・ハジェンズ〉）
- ブレイキング・ドーン Part2/トワイライト・サーガ（2012年、レネズミ・カレン〈マッケンジー・フォイ〉）
- 肉（2013年、アイリス〈アンビル・チルダーズ〉[237]）
- 私の少女時代-OUR TIMES-（2016年、リン・チェンシン〈ビビアン・ソン〉[238]）
- ジョーズ2（2022年、ティナ・ウィルコックス〈アン・デューセンベリー〉[239]）※BSテレ東版
- ラストナイト・イン・ソーホー（2022年、サンディ〈アニャ・テイラー＝ジョイ〉[240]）
- アムステルダム（2022年、リビー・ヴォーズ〈アニャ・テイラー＝ジョイ〉[241]）

#### ドラマ
- ベイツ・モーテル（2014年、エマ・ディコーディ〈オリヴィア・クック〉）
- スーパーナチュラル シーズン10 #4（2015年、ターシャ〈エミリー・テナント/Emily Tennant〉）
- 絶叫パンクス レディパーツ!（2022年、モンタズ〈ルーシー・ショートハウス〉[242]）

#### アニメ
- イソップ座へようこそ!（2009年、オードリー）
- パワーパフガールズ（第2作）（2016年 - 、ブロッサム[243]）
- スマーフ スマーフェットと秘密の大冒険（2017年、スマーフ・リリー[244]）
- 羅小黒戦記 ぼくが選ぶ未来（2020年、シュイ[245]）
- 攻略うぉんてっど!〜異世界救います!?〜（2023年、ライライイン[246]）
- クズ悪役の自己救済システム（2023年、寧嬰嬰[247]）
- 百妖譜（2024年、慶忌）

### ラジオCD
- ラジオCD「ケンコー全裸系水泳部ウミショー 夏!!本番」（パーソナリティ）
- DJCD メロン・なじみのスパークリング☆KISS（パーソナリティ）
- らじおん!  Vol.1、2（パーソナリティ）
- 聖痕のクェイサーラジオ! 〜ミハイロフ学園放送部〜 シリーズ（パーソナリティ）
- 豊崎愛生のおかえりらじお スーパーあきちゃんねるSP 第1弾 - 第10弾（パーソナリティ）

### ラジオ
※はインターネット配信。スフィアとしての番組は、スフィアの項を参照。
- SunSet Swishの今夜もマイペース（2006年 - 2010年、FM OSAKA） - ナレーション
- ケンコー全裸系水泳部 ウミショー 夏!!本番（2007年、音泉※）
- ぷちどっとあい 豊崎愛生の冬のあきまつり（2007年、文化放送、超!A&G+『A&G 超RADIO SHOW〜アニスパ!〜』内）
- ラジオどっとあい 豊崎愛生の冬のあきまつり（2008年、BBQR※・超!A&G+※）
- きけばいーじゃん!しゅごキャラ!じお（2008年 - 2010年、しゅごキャラ!スペシャルサイト※）
- 豊崎愛生の超ラジ!Girls（2008年、超!A&G+※）
- ハンゲーム presents 超!Online Station（2008年 - 2010年、超!A&G+※）
- 豊崎愛生の超ラジ!Girls 夏のあきまつり（2008年、文化放送、超!A&G+『A&G 超RADIO SHOW〜アニスパ!〜』内）
- メロン・なじみのスパークリング☆KISS（2008年 - 2009年、アニメイトTV※・マリン・エンタテインメント※）
- A&Gアカデミー合同制作の第5期・最優秀作品 豊崎愛生のNOトレ!（2009年、BBQR※）
- らじおん!（2009年、TBSけいおん!公式サイト※）
- 早寝早起き!かなめもらじお（2009年、かなめも公式サイト※）
- Which Witch RADIO 空の学校 放送部?（2009年 - 2010年、アニメイトTV※）
- ブラスミラジオ とよとよ!（2009年、超!A&G+※）
- とある“ラジオ”の超電磁砲（2009年 - 2010年、HiBiKi Radio Station※）
- 聖痕のクェイサーラジオ!〜ミハイロフ学園放送部〜（2009年 - 2010年、ランティスウェブラジオ※・アニメワン※・音泉※）
- いちばんうしろの無限大ラジ王（2010年、いちばんうしろの大魔王公式サイト※・音泉※）
- 豊崎愛生のおかえりらじお（2010年 - 2025年、超!A&G+※）
- らじおん!!（2010年、TBSけいおん!!公式サイト※）
- ラストエグザイル カルタッファル通信（2011年 - 2012年、HiBiKi Radio Station※）
- とあるラジオの超電磁砲S（2013年、音泉※・HiBiKi Radio Station※）[248]
- 革命機ヴァルヴレイヴ（2013年、2014年、アニメ公式サイト※）
- 女子高生の無駄づかい ラジオも無駄づかい（2019年、音泉※）[249]
- ラジオ慎重勇者〜このラジオが面SHIREEEくせに慎重すぎる〜（2019年 - 2020年、音泉※）[250]
- とあるラジオの超電磁砲T（2019年 - 2020年、音泉※）[251]

### デジタルコミック
- +Voice 瞳のフォトグラフ（2010年、相原ハルカ）
- ガンガンONLINE ほしのこ!（2010年、かなえ）
- VOMIC めだかボックス（2012年、黒神めだか）
- VOMIC 終わりのセラフ（2013年、柊シノア）
- Manga2.5 恋愛専科（2013年、藤森茜[252][253]）
- 令和のダラさん（2023年、日向[254]）
- 初恋のつづきは男子寮で（2023年、向坂周[255]）

### テレビ
声優としての活動開始以前
- 土曜はナイショ!! / リポーター（四国放送）
- Do Night Show（幻想観覧車）（四国放送）

バラエティー
- まんとら〜マンガ虎の穴〜 / 有野の穴（コーナー）ゲスト（tvk：2007年11月23日 - 30日）
- ドーリィ☆バラエティ HYPER ViSUADOLL MOVIE（tvk、BIGLOBEストリーム：2008年10月2日 - 2009年3月26日、葵木空、ナレーション、顔出しなど）
- Promo-X / ナビゲーター（AT-X：2009年6月 - 2019年7月）
- あにてれ Presents アニソンぷらす+（テレビ東京、2009年7月度ナレーション担当、ゲスト）
- コンテンツビジネス最前線 ジャパコンTV（BSフジ：2011年3月26日 -　2012年3月17日〈不定期放送〉、2012年4月6日 - 2014年11月7日〈定期放送〉、台場ミサキ〈レポーター役〉※アニメーションパート部分）
- MAG・ネット / まぐステーション（NHK総合テレビ：2011年7月8日）
- サキドリ！（MUSIC ON! TV：2012年1月13日、「music」のビデオクリップオンエア）
- 絆体感TV 機動戦士ガンダム 第07板倉小隊Re:boot（2011年10月4日 - 12月27日）
- 絆体感TV 機動戦士ガンダム 第07板倉小隊REV.2（2012年4月3日 - 6月26日）
- 絆体感TV 機動戦士ガンダム 第07板倉小隊（第3期）（2012年10月2日 - 12月25日）
- リスアニTV（TOKYO MX&MUSIC ON! TV、2012年6月の特集アーティスト）
- 絆体感TV 機動戦士ガンダム 第07板倉小隊（第4期）（2013年4月7日 - 6月30日）
- 絆体感TV 機動戦士ガンダム 第07板倉小隊（第5期）（2013年10月6日 - 12月29日）
- 双方向クイズ 天下統一（NHK GTV、2013年11月1日深夜）※高垣彩陽とペア
- 絆体感TV 機動戦士ガンダム 第07板倉小隊（第6期）（2014年7月8日 - 9月30日）
- 秘密のケンミンSHOW（讀賣テレビ放送：2015年）
- ジャパコン・ワンダーランド（BSフジ：2015年4月6日 - 、台場ミサキ〈司会者役〉※アニメーションパート部分）
- 豊崎愛生と漫画とグルメ（日テレプラス：2021年5月30日 - ） - MC[256]
- 絆体感TV 機動戦士ガンダム 第07板倉小隊〜ゆく絆くる絆〜（2021年11月3日 - ）

ドキュメンタリー・報道
- 530フォーカス徳島（四国放送：2008年6月12日）
- 阿波スペシャル この声に心こめて 〜徳島出身 声優・豊崎愛生〜（NHK徳島：2010年5月28日）
- ニュースウオッチ9 気象情報（NHK総合テレビ：2011年5月23日 - 、春ちゃんの声[1]）
- チャージ730!（2015年4月7日 - 9月22日[257]、テレビ東京系） - 毎週火曜日に天気予報を担当するチャージガール!として出演。

ナレーション
- イチから住 〜前略、移住しました〜（テレビ朝日：2015年4月12日 - 9月27日）
- ワンダフルニャンダフル（J:COM東京：2015年10月 - 2016年12月）
- アニメロサマーライブ2019〜アニソン!プレミアム!〜Vol.1（2019年12月1日、NHK BSプレミアム） - ナレーション・副音声

特撮
- 特命戦隊ゴーバスターズ（ティアラロイドの声[258]）

### CM
- BINECKS 『Blue Feather』（ナレーション）
- スターチャイルド提供CM（『みなみけ おかえり』『とらドラ!』）（ナレーション）

### 舞台・朗読劇
- 不如帰（細川たま 役、2014年4月17日 - 4月20日、4日間全7公演、全労済ホール / スペース・ゼロ）
- SOUND THEATRE「eclipse」（朱華 役・幼い晴明 役[注 2]、2014年9月24日 - 29日、4日間全5公演、日比谷シアタークリエ）
- Reading♥Stage「百合と薔薇」（2019年6月9日 、品川プリンスホテル クラブeX）[259][260]
- 細野晴臣 イエローマジックショー3（2019年12月1日、東京国際フォーラム ホールA）[261][262]
- SWEET 19 BLUES（2023年12月27日、RED°TOKYO TOWER SKY STADIUM） - カスミ 役[263]

### パチスロ・パチンコ
- シスタークエスト2〜魔剣の騎士と白銀の巫女〜（シフォン）
- シスタークエスト3〜黄金の大地と東の勇者〜（シフォン）
- シスタークエスト〜時の魔術師と悠久の姉妹〜（シフォン）
- 政宗（愛姫）
- CR百花繚乱 サムライガールズ（直江兼続）
- パチスロ百花繚乱 サムライガールズ（直江兼続）
- パチスロこの素晴らしい世界に祝福を！（ゆんゆん）

### その他コンテンツ
- 竹山先生?（番組内コーナー「まるだし先生」に登場するカエルくんの声）（テレビ東京）
- けいおん!デスクトップアクセサリー（平沢唯）
- 眉山ロープウェイ（マチアソビ vol.4 観光ガイドアナウンス：2010年10月9日 - 11日）
- RZ声優リモ
- 日本史まるごと年代暗記180（ゴロ合わせ朗読）
- DOG×POLICE 純白の絆（ボイス・チェンジャーされた連続爆弾魔の声）
- 東方聖夜祭 紅魔館のクリスマス（レミリア・スカーレット）
- 東方二次創作同人アニメ 夢想夏郷〜A Summer Day's Dream〜（伊吹萃香）
- iコンシェル（メイドのメイちゃん）
- ナビアプリ MAPLUS+（星野すばる[264]）
- TVアニメ『昭和元禄落語心中』第10話、第11話、第12話（方言指導）
- メッツァ・ムーミンバレーパーク（2019年3月16日 - 、リトルミイ[265]）
- 『作家彼女。』オーディオドラマ（2013年、九条春華[266]）
- 『反逆のソウルイーター 〜弱者は不要といわれて剣聖（父）に追放されました〜』オーディオドラマ（2019年、シール[267]）
- ASMR『新・ねこぐらし。〜シャルトリュー猫娘 編〜』（2022年、シャルトリュー猫）
- ローソン銀行 いらっしゃいま声優ATM（2023年[268]）

## ディスコグラフィ

### シングル
|            | 発売日         | タイトル               | 規格品番    | 規格品番 | 規格品番 | オリコン 最高位 |
| 初回限定盤 | 発売日         | タイトル               | 通常盤      | アニメ盤 |          | オリコン 最高位 |
| ---------- | -------------- | ---------------------- | ----------- | -------- | -------- | --------------- |
| 1st        | 2009年10月28日 | love your life         | SMCL-178/9  | SMCL-180 |          | 12位            |
| 2nd        | 2010年5月26日  | ぼくを探して           | SMCL-192/3  | SMCL-194 | 11位     |                 |
| 3rd        | 2010年11月10日 | Dill                   | SMCL-219/20 | SMCL-221 | 14位     |                 |
| 4th        | 2011年4月13日  | 春風 SHUN PU           | SMCL-232/3  | SMCL-234 | 5位      |                 |
| 5th        | 2012年1月25日  | music                  | SMCL-254/5  | SMCL-256 | 12位     |                 |
| 6th        | 2012年5月23日  | シロツメクサ           | SMCL-266/7  | SMCL-268 | 20位     |                 |
| 7th        | 2012年12月19日 | オリオンとスパンコール | SMCL-285/6  | SMCL-287 | 10位     |                 |
| 8th        | 2013年5月22日  | フリップ フロップ      | SMCL-294/5  | SMCL-296 | 18位     |                 |
| 9th        | 2013年8月28日  | CHEEKY                 | SMCL-307/8  | SMCL-309 | 16位     |                 |
| 10th       | 2014年3月19日  | ディライト             | SMCL-328/9  | SMCL-330 | 17位     |                 |
| 11th       | 2014年7月9日   | 叶えたまえ             | SMCL-340/1  | SMCL-342 | 11位     |                 |
| 12th       | 2014年11月12日 | ポートレイト           | SMCL-356/7  | SMCL-358 | 17位     |                 |
| 13th       | 2015年6月24日  | Uh-LaLa                | SMCL-383/4  | SMCL-385 | 14位     |                 |
| 14th       | 2016年8月31日  | walk on Believer♪      | SMCL-441/2  | SMCL-443 | 25位     |                 |
| 15th       | 2017年5月31日  | ハニーアンドループス   | SMCL-477/8  | SMCL-479 | SMCL-480 | 14位            |

### アルバム
|            | 発売日         | タイトル                    | 規格品番    | 規格品番   | 規格品番 | オリコン 最高位 |
| 初回限定盤 | 発売日         | タイトル                    | 通常盤      | アナログ盤 |          | オリコン 最高位 |
| ---------- | -------------- | --------------------------- | ----------- | ---------- | -------- | --------------- |
| 1st        | 2011年6月1日   | love your life,love my life | SMCL-238/9  | SMCL-240   |          | 7位             |
| 2nd        | 2013年9月25日  | Love letters                | SMCL-310/1  | SMCL-312   | 13位     |                 |
| 3rd        | 2016年3月23日  | all time Lovin'             | SMCL-421/2  | SMCL-423   | 10位     |                 |
| ベスト     | 2017年7月19日  | love your Best              | SMCL-489/50 | SMCL-491   | SMJL-101 | 18位            |
| カバー     | 2018年10月24日 | AT living                   |             | SMCL-571   |          | 19位            |
| 4th        | 2021年6月30日  | caravan!                    | SMCL-714/5  | SMCL-716   |          |                 |

### 映像作品
|         | 発売日         | タイトル                                            | 規格品番 | 規格品番   |
| Blu-ray | 発売日         | タイトル                                            | DVD      |            |
| ------- | -------------- | --------------------------------------------------- | -------- | ---------- |
| 1st     | 2011年12月21日 | 豊崎愛生ファーストコンサートツアー "love your live" | SMXL-1   | SMBL-101   |
| 2nd     | 2014年7月9日   | 豊崎愛生 2nd concert tour 2013 『letter with Love』 | SMXL-7   | SMBL-111/2 |
| 3rd     | 2017年5月31日  | 豊崎愛生 3rdコンサートツアー2016 The key to Lovin'  | SMXL-12  |            |

### タイアップ曲
| 楽曲                 | タイアップ                                                                  | 時期   |
| -------------------- | --------------------------------------------------------------------------- | ------ |
| ソラソラ☆あおぞら    | テレビアニメ『しまじろう ヘソカ』オープニングテーマ                         | 2010年 |
| フリップ フロップ    | テレビ東京『絆体感TV 機動戦士ガンダム 第07板倉小隊』第4期エンディングテーマ | 2013年 |
| ハニーアンドループス | テレビアニメ『プリプリちぃちゃん!!』エンディングテーマ                      | 2017年 |

### キャラクターソング
2007年
- テレビアニメ「ケンコー全裸系水泳部 ウミショー」Characters Vol.1 蜷川あむろ（cv.豊崎愛生）（蜷川あむろ、8月24日、VGCD-0106）

2008年
- みなみけ&みなみけ〜おかわり〜キャラクターソングアルバム「みなみけ びより」（吉野、4月23日、KICA-904）
- 「ケンコー全裸系水泳部 ウミショー」The BEST vocal collection（蜷川あむろ、4月23日、VGCD-0138）
- にじいろキャラチェンジ!（スゥ、11月5日、PCCG-70030）

2009年
- しゅごキャラ! キャラクターソングコレクション（スゥ、3月18日、PCCG-00948）
- Cagayake!GIRLS（平沢唯、4月22日、PCCG-70036〜70037）
- Don't say "lazy"（平沢唯〈コーラス〉、4月22日、PCCG-70038〜70039）
- ふわふわ時間（平沢唯、5月20日、PCCG-70040〜70041）
- 「けいおん!」イメージソング 平沢唯（平沢唯、6月17日、PCCG-00981）
- 「けいおん!」イメージソング 秋山澪（平沢唯〈コーラス〉、6月17日、PCCG-00982）
- 放課後ティータイム（平沢唯、7月22日、PCCG-009621〜009622）
- みなみけ きゃらくたーそんぐべすとあるばむ（吉野、7月23日、KICA-980）
- テレビアニメ『初恋限定。-ハツコイリミテッド-』キャラクターファイル Vol.3 別所小宵 & 千倉名央（別所小宵、2009年7月23日、LHCM-1061）
  - sweet soda in
- 君へとつなぐココロ（中町かな、8月5日、KICM-1286）
- 「けいおん!」イメージソング 田井中律（平沢唯〈コーラス〉、8月26日、PCCG-00983）
- 「けいおん!」イメージソング 琴吹紬（平沢唯〈コーラス〉、8月26日、PCCG-00984）
- 「けいおん!」イメージソング 中野梓（平沢唯〈コーラス〉、8月26日、PCCG-00985）
- テレビアニメ「けいおん!」オフィシャル バンドやろーよ!!（平沢唯、9月2日、PCCG-00963）
- かなめも キャラクターソング&サントラアルバム かなめろ（中町かな、9月9日、KICA-990〜991）
- “ふわふわ時間”#6『学園祭!』バージョン（コーラス：ハスキー唯）（平沢唯〈コーラス〉、11月7日、DSP-01917）
- みらくるハッピーディ（リサ、11月18日、COCC-16318）
- 聖剣の刀鍛冶 音楽集（リサ、12月2日、COCX-35919）
  - みらくるハッピーディ-TV size-
- テレビアニメ「うみねこのなく頃に」フェア特典スペシャルレインボーCD（アスモデウス、12月23日、UMINEKO-0002）
  - 七色の虹をかけよう♪〜使役率アップ大作戦〜（煉獄の七姉妹）
- 聖剣の刀鍛冶 きゃらくたぁCD（リサ、12月29日、COCX-35993）

2010年
- 「Which Witch?」キャラクターCD 第4弾〜雨祭〜（陽井雨祭、1月27日、FCCF-0006）
  - 子猫たちのマルシュ
- Passionate squall（山辺燈、2月10日、LACM-4685）
- しゅごキャラ! キャラクターソングコレクション3（スゥ、2月17日、PCCG-01029）
- 恋のクェイサーマジック 〜魅惑のヴィーナスコレクション〜（山辺燈、2月24日、LACA-15014）
- 「らじおん!」スペシャル! Vol.1（平沢唯、2月24日、PCCG-00987）
- ルミナスアーク3 アイズ オリジナルサウンドトラック（シオン、3月3日、KDSD-00348）
  - Magic Night
- 「らじおん!」スペシャル! Vol.2（平沢唯、3月17日、PCCG-00988）
- とある科学の超電磁砲 アーカイブス2（初春飾利、4月28日、GNCA-1254）
- GO! GO! MANIAC（平沢唯、4月28日、PCCG-70071）
- Listen!!（平沢唯〈コーラス〉、4月28日、PCCG-70073）
- Wishes Hypocrites（山辺燈、5月12日、LACM-4718）
- マリッジロワイヤル〜プリズムストーリー〜キャラクターソングアルバム（宇和島伊予、5月26日、LACA-15030）
  - Pink Days
- テレビアニメ『いちばんうしろの大魔王』 ドラマ&キャラクターソングアルバム〜いちばんうしろにあるキモチ〜（曽我けーな、5月26日、LASA-5046）
- ぴゅあぴゅあはーと（平沢唯、6月2日、PCCG-70075）
- テレビアニメ『聖痕のクェイサー』オリジナルサウンドトラック（6月9日、LACA-9184〜9185）
  - Passionate squall TV size
  - Wishes Hypocrites TV size
- K-ON!! ORIGINAL SOUND TRACK Vol.1（平沢唯、7月21日、PCCG-01062）
- とある科学の超電磁砲 アーカイブス3（初春飾利、7月30日、GNCA-1255）
- Utauyo!!MIRACLE（平沢唯、8月4日、PCCG-70077）
- NO,Thank You!（平沢唯〈コーラス〉、8月4日、PCCG-70078）
- ごはんはおかず/U&I（平沢唯、9月8日、PCCG-70081）
- 「けいおん!!」イメージソング 平沢唯（平沢唯、9月21日、PCCG-01065）
- 「けいおん!!」イメージソング 秋山澪（平沢唯〈コーラス〉、9月21日、PCCG-01066）
- K-ON!! ORIGINAL SOUND TRACK Vol.2（平沢唯、10月6日、PCCG-01064）
- テレビアニメ「オオカミさんと七人の仲間たち」キャラクターソングアルバム オトギソングス BEST10（竜宮乙姫、10月6日、VTCL-60228）
- 放課後ティータイムII（平沢唯、10月27日、PCCG-01071）
- 「けいおん!!」イメージソング 田井中律（平沢唯〈コーラス〉、9月21日、PCCG-01067）
- 「けいおん!!」イメージソング 琴吹紬（平沢唯〈コーラス〉、9月21日、PCCG-01068）
- 「けいおん!!」イメージソング 中野梓（平沢唯〈コーラス〉、9月21日、PCCG-01069）

| 発売日   | 商品名                                                                                     | 歌 | 楽曲 | 備考                                                                   |
| 2010年   | 2010年                                                                                     | 2010年 | 2010年 | 2010年                                                                 |
| -------- | ------------------------------------------------------------------------------------------ | --- | --- | ---------------------------------------------------------------------- |
| 11月24日 | 初戀幻燈機                                                                                 | 雪洞（豊崎愛生）、鬼灯（堀江由衣）、花桐丸竜（梶裕貴）                                                                                            | 「純情マスカレイド」                                                                                      | テレビアニメ『おとめ妖怪 ざくろ』エンディングテーマ                    |
| 2011年   |                                                                                            | | |                                                                        |
| 2月9日   | おとめ妖怪ざくろ バラエティCD 歌謡小咄集                                                   | 雪洞（豊崎愛生）、鬼灯（堀江由衣） | 「恋の灯、愛の実」                                                                                        | テレビアニメ『おとめ妖怪 ざくろ』関連曲                                |
| 5月25日  | アイノヨカン                                                                               | 神のみぞ知り隊 | 「アイノヨカン」                                                                                          | テレビアニメ『神のみぞ知るセカイII』エンディングテーマ                 |
| 6月22日  | 神のみキャラCD.7                                                                           | 長瀬純（豊崎愛生） | 「My Color」 「アイノヨカン from Jun」                                                                    | テレビアニメ『神のみぞ知るセカイII』関連曲                             |
| 8月10日  | 猫神やおよろず キャラクターソング vol.2                                                    | しゃも（豊崎愛生） | 「バブルなムードにご用心」                                                                                | テレビアニメ『猫神やおよろず』関連曲                                   |
| 10月5日  | ゆるゆりのうたシリーズ♪08 あなたのシアワセ うちのシアワセ                                  | 池田千歳（豊崎愛生） | 「あなたのシアワセ うちのシアワセ」 「うちを芯まで漬け込んで」                                            | テレビアニメ『ゆるゆり』関連曲                                         |
| 11月23日 | 花咲くいろは キャラクターソング 押水菜子                                                   | 押水菜子（豊崎愛生） | 「ダイヤモンド」 「水性メロディー」                                                                       | テレビアニメ『花咲くいろは』関連曲                                     |
| 12月21日 | 「神のみぞ知るセカイ」キャラクター・カバーALBUM 〜選曲:若木民喜〜                          | 長瀬純（豊崎愛生）、二階堂由梨（田中敦子） | 「Dearest」                                                                                               | テレビアニメ『神のみぞ知るセカイ』関連曲                               |
| 2012年   |                                                                                            | | |                                                                        |
| 3月14日  | 七森中♪りさいたる BD特典CD                                                                 | 七森中☆ごらく部、七森中☆生徒会 | 「ゆりゆららららゆるゆり大事件」                                                                          | テレビアニメ『ゆるゆり』関連曲                                         |
| 3月14日  | 七森中♪りさいたる BD特典CD                                                                 | 七森中☆生徒会 | 「ゆりゆららららゆるゆり大事件」                                                                          | テレビアニメ『ゆるゆり』関連曲                                         |
| 5月9日   | お花畑に連れてって                                                                         | 黒神めだか（豊崎愛生） | 「お花畑に連れてって」                                                                                    | テレビアニメ『めだかボックス』エンディングテーマ                       |
| 5月9日   | お花畑に連れてって                                                                         | 黒神めだか（豊崎愛生） | 「執行！箱庭生徒会」                                                                                      | テレビアニメ『めだかボックス』関連曲                                   |
| 7月25日  | めだかボックス BD・DVD第1巻特典CD                                                          | 黒神めだか（豊崎愛生） | 「黒神ソリューション」                                                                                    | テレビアニメ『めだかボックス』関連曲                                   |
| 8月29日  | ゆるゆり♪♪みゅ〜じっく06 あいのDelusion                                                    | 池田千歳（豊崎愛生） | 「あいのDelusion」 「chuchuchuri lovely」                                                                 | テレビアニメ『ゆるゆり♪♪』関連曲                                       |
| 9月26日  | 夏色キセキ BD・DVD第3巻特典CD                                                              | 花木優香（戸松遥）、環凛子（豊崎愛生） | 「初想いDay」                                                                                             | テレビアニメ『夏色キセキ』挿入歌                                       |
| 9月26日  | 夏色キセキ BD・DVD第3巻特典CD                                                              | 環凛子（豊崎愛生） | 「空飛ぶクジラ」                                                                                          | テレビアニメ『夏色キセキ』挿入歌                                       |
| 10月17日 | ゆるゆり♪♪ BD・DVD第2巻特典CD ごらく部ばっかりずーるーいーっ!!                             | 七森中☆生徒会！ | 「いぇす!ゆゆゆ☆ゆるゆり♪♪」                                                                              | テレビアニメ『ゆるゆり♪♪』関連曲                                       |
| 10月24日 | 夏色キセキ BD・DVD第4巻特典CD                                                              | 逢沢夏海（寿美菜子）、水越紗季（高垣彩陽）、花木優香（戸松遥）、環凛子（豊崎愛生）                                                                | 「南風ドラマチック」                                                                                      | テレビアニメ『夏色キセキ』挿入歌                                       |
| 11月21日 | 夏色キセキ BD・DVD第5巻特典CD                                                              | 逢沢夏海（寿美菜子）、花木優香（戸松遥）、環凛子（豊崎愛生）                                                                                      | 「夏を越えてキミと」                                                                                      | テレビアニメ『夏色キセキ』挿入歌                                       |
| 11月21日 | ゆるゆり♪♪ BD・DVD第3巻特典CD ウチらも歌いたいなぁ、綾乃ちゃん?                            | 七森中☆生徒会！ | 「100%ちゅ〜学生」                                                                                        | テレビアニメ『ゆるゆり♪♪』関連曲                                       |
| 12月5日  | To LOVEる -とらぶる- ダークネス キャラクターシングル/モモ・ベリア・デビルーク              | モモ・ベリア・デビルーク（豊崎愛生） | 「MORE&MORE」 「そして君と恋をする from モモ」                                                            | テレビアニメ『To LOVEる -とらぶる- ダークネス』関連曲                  |
| 12月26日 | 夏色キセキ BD・DVD第6巻特典CD                                                              | 逢沢夏海（寿美菜子）、水越紗季（高垣彩陽）、花木優香（戸松遥）、環凛子（豊崎愛生）                                                                | 「夏休みは終わらない」                                                                                    | テレビアニメ『夏色キセキ』挿入歌                                       |
| 12月26日 | めだかボックス BD・DVD第6巻特典CD                                                          | 黒神めだか（豊崎愛生） | 「黒神サンシャイン」                                                                                      | テレビアニメ『めだかボックス』関連曲                                   |
| 2013年   |                                                                                            | | |                                                                        |
| 2月6日   | ゆるゆりのうた♪あるばむ2「はいっ！テ・ウ・ガ♪〜High Tension Ultra girls〜」                | ゆるゆり★ライブすたぁ〜ず！ | 「え〜る♪-ゆるゆり★ライブすたぁ〜ず！バージョン-」                                                        | テレビアニメ『ゆるゆり♪♪』関連曲                                       |
| 2014年   |                                                                                            | | |                                                                        |
| 3月5日   | ミンナノナマエヲイレテクダサイ                                                             | 柴崎芦花（花澤香菜）、高尾部長（伊藤静）、船堀さん（豊崎愛生）                                                                                    | 「ミンナノナマエヲイレテクダサイ」                                                                        | テレビアニメ『ディーふらぐ！』エンディングテーマ                       |
| 7月9日   | ノラガミ BD・DVD第5巻特典CD                                                                | 小福（豊崎愛生）、大黒（小野大輔） | 「愛は八百万♡」                                                                                           | テレビアニメ『ノラガミ』関連曲                                         |
| 11月26日 | 僕じゃダメですか？〜「告白実行委員会」キャラクターソング集〜                               | HoneyWorks feat.合田美桜（豊崎愛生） | 「初恋の絵本」 「未来図」                                                                                 | 『告白実行委員会〜恋愛シリーズ〜』関連曲                               |
| 2015年   |                                                                                            | | |                                                                        |
| 2月11日  | 約束のメソッド                                                                             | 水坂柚季（豊崎愛生） | 「Non-Stop Days」                                                                                         | テレビアニメ『天体のメソッド』関連曲                                   |
| 4月22日  | ガールフレンド（仮） BD&DVD第4巻限定版特典CD                                               | 螺子川来夢（豊崎愛生） | 「ロボティクス∞」                                                                                         | テレビアニメ『ガールフレンド（仮）』関連曲                             |
| 11月11日 | ころころここたま！/ここんぽいぽいここったま！                                              | メロリーとここたまファイブ | 「ここんぽいぽいここったま！」                                                                            | テレビアニメ『かみさまみならい ヒミツのここたま』エンディングテーマ    |
| 11月18日 | ゆるゆり なちゅやちゅみ!+ BD&DVD特典CD「私たちだって歌うわよ!」                            | 七森中☆生徒会 | 「おひるねゆにばーす（七森中☆生徒会Ver.）」                                                               | テレビアニメ『ゆるゆり なちゅやちゅみ!+』関連曲                        |
| 12月2日  | ゆるゆり うた♪ソロ!06 イッツハッピーデイ!!                                                 | 池田千歳（豊崎愛生） | 「イッツハッピーデイ!!」 「め・が・ねのマーチ」                                                           | テレビアニメ『ゆるゆり さん☆ハイ!』関連曲                              |
| 2016年   |                                                                                            | | |                                                                        |
| 1月20日  | ゆるゆり さん☆ハイ! BD&DVD第2巻特典CD「生徒会だってうたってみたいー!」                     | 七森中☆生徒会 | 「ちょちょちょ！ゆるゆり☆かぷりっちょ!!!（七森中☆生徒会Ver.）」                                           | テレビアニメ『ゆるゆり さん☆ハイ！』関連曲                             |
| 2月17日  | ゆるゆり さん☆ハイ! BD&DVD第3巻特典CD「わたしたちだって負けていられませんわ!」             | 七森中☆生徒会 | 「あっちゅ〜ま青春！（七森中☆生徒会Ver.）」                                                               | テレビアニメ『ゆるゆり さん☆ハイ！』関連曲                             |
| 3月16日  | ゆるゆり さん☆ハイ! BD&DVD第4巻特典CD「千歳、いつもありがと/ありがとう、綾乃ちゃん」       | 杉浦綾乃（藤田咲）、池田千歳（豊崎愛生） | 「ふたりスタイル」                                                                                        | テレビアニメ『ゆるゆり さん☆ハイ！』関連曲                             |
| 5月18日  | ゆるゆり さん☆ハイ! BD&DVD第6巻特典CD「みんなでうたおう!」                                 | 七森中☆らいぶすたぁ〜ず | 「おひるねゆにばーす（らいぶすたぁ〜ず ver.）」 「あっちゅ〜ま青春！（えんでぃんぐ♪ぱふぉ〜まんすver.）」 | テレビアニメ『ゆるゆり さん☆ハイ！』関連曲                             |
| 2017年   |                                                                                            | | |                                                                        |
| 2月22日  | 何度だって、好き。〜告白実行委員会〜                                                       | HoneyWorks feat.瀬戸口優（神谷浩史）、榎本夏樹（戸松遥）、望月蒼太（梶裕貴）、早坂あかり（阿澄佳奈）、芹沢春輝（鈴村健一）、合田美桜（豊崎愛生）  | 「東京サマーセッション」                                                                                  | 『告白実行委員会〜恋愛シリーズ〜』関連曲                               |
| 3月8日   | 十八番尽くしの歌宴に祝杯を！                                                               | めぐみん（高橋李依）、ゆんゆん（豊崎愛生） | 「Red Battle」                                                                                            | テレビアニメ『この素晴らしい世界に祝福を！2』関連曲                    |
| 3月15日  | ガールフレンド（仮） キャラクターソングシリーズ Vol.03                                     | 螺子川来夢（豊崎愛生） | 「ネジクルパーティクル」                                                                                  | ゲーム『ガールフレンド（仮）』関連曲                                   |
| 4月26日  | ここたまハッピ〜パラダイス！/うたおう♪ここったまーち！                                     | 四葉こころ（本渡楓） with ここたま9+ライチ | 「うたおう♪ここったまーち！」                                                                             | テレビアニメ『かみさまみならい ヒミツのここたま』エンディングテーマ    |
| 9月20日  | プリパラ☆ミュージックコレクション season.3                                                 | ジュリィ（上田麗奈）、ジャニス（豊崎愛生） | 「Girl's Fantasy -Jewlie with Janis Ver.-」                                                               | テレビアニメ『プリパラ』挿入歌                                         |
| 9月20日  | プリパラ☆ミュージックコレクション season.3                                                 | SoLaMi♡SMILE、ジュリィ（上田麗奈）、ジャニス（豊崎愛生）                                                                                          | 「組曲フォーエバー☆フレンズ〜第一楽章〜「I FRIEND YOU!」 〜第二楽章〜「LOVE IS FRIEND」」                 | テレビアニメ『プリパラ』挿入歌                                         |
| 12月6日  | 東京ウインターセッション feat.瀬戸口優・榎本夏樹・望月蒼太・早坂あかり・芹沢春輝・合田美桜 | HoneyWorks feat.瀬戸口優（神谷浩史）、榎本夏樹（戸松遥）、望月蒼太（梶裕貴）、早坂あかり（阿澄佳奈）、芹沢春輝（鈴村健一）、合田美桜（豊崎愛生）  | 「東京ウインターセッション」                                                                              | テレビアニメ『いつだって僕らの恋は10センチだった。』エンディングテーマ |
| 12月6日  | 東京ウインターセッション feat.瀬戸口優・榎本夏樹・望月蒼太・早坂あかり・芹沢春輝・合田美桜 | HoneyWorks feat.合田美桜（豊崎愛生） | 「Re:初恋の絵本」                                                                                         | テレビアニメ『いつだって僕らの恋は10センチだった。』エンディングテーマ |
| 2018年   |                                                                                            | | |                                                                        |
| 4月25日  | ころころここたま！〜なかなかなかよしバージョン〜/いこうよ！ここたま界!!                    | ラキたま（潘めぐみ）、メロリー（豊崎愛生）、カンナ（藤田咲）                                                                                      | 「いこうよ！ここたま界!!」                                                                                | テレビアニメ『かみさまみならい ヒミツのここたま』エンディングテーマ    |
| 2019年   |                                                                                            | | |                                                                        |
| 7月24日  | 輪！Moon!dass!cry!/青春のリバーブ                                                          | 田中望（赤﨑千夏）、菊池茜（戸松遥）、鷺宮しおり（豊崎愛生）                                                                                      | 「輪！Moon!dass!cry!」                                                                                    | テレビアニメ『女子高生の無駄づかい』オープニングテーマ                 |
| 7月24日  | 輪！Moon!dass!cry!/青春のリバーブ                                                          | 田中望（赤﨑千夏）、菊池茜（戸松遥）、鷺宮しおり（豊崎愛生）                                                                                      | 「青春のリバーブ」                                                                                        | テレビアニメ『女子高生の無駄づかい』エンディングテーマ                 |
| 2020年   |                                                                                            | | |                                                                        |
| 1月15日  | 好きすぎてやばい。〜告白実行委員会キャラクターソング集〜                                   | HoneyWorks feat. 瀬戸口優（神谷浩史）、榎本夏樹（戸松遥）、望月蒼太（梶裕貴）、早坂あかり（阿澄佳奈）、芹沢春輝（鈴村健一）、合田美桜（豊崎愛生） | 「東京オータムセッション」                                                                                | 『告白実行委員会〜恋愛シリーズ〜』関連曲                               |
| 5月10日  | Shock out, Dance!!                                                                         | LizNoir | 「Shock out, Dance!!」                                                                                    | 『IDOLY PRIDE』関連曲                                                  |
| 8月5日   | ひらいて☆ミュージックゲート                                                                | みゅー（豊崎愛生）、ぺこ（久保ユリカ）、すう（金元寿子）、ねね（高野麻里佳）                                                                      | 「ラララ♪ミュークルマーチ」                                                                               | テレビアニメ『ミュークルドリーミー』関連曲                             |
| 2021年   |                                                                                            | | |                                                                        |
| 2月17日  | The Last Chance                                                                            | LizNoir | 「The Last Chance」                                                                                       | 『IDOLY PRIDE』関連曲                                                  |
| 7月21日  | YURUYURI GORAKUBU&SEITOKAI BEST ALBUM SPECIAL EDITION                                      | 七森中☆生徒会 | 「ゆりゆららららゆるゆり大事件-10周年 生徒会Ver.-」                                                       | 『ゆるゆり』関連曲                                                     |
| 12月22日 | IDOLY PRIDE Collection Album [約束]                                                        | LizNoir | 「GIRI-GIRI borderless world」 「セカイは夢を燃やしたがる」                                               | 『IDOLY PRIDE』関連曲                                                  |
| 2022年   |                                                                                            | | |                                                                        |
| 6月29日  | それを人は“青春”と呼んだ                                                                   | LizNoir | 「Darkness sympathizer」                                                                                  | 『IDOLY PRIDE』関連曲                                                  |
| 2023年   |                                                                                            | | |                                                                        |
| 2月1日   | IDOLY PRIDE Collection Album [未来]                                                        | LizNoir | 「最高優美ロンリネス」 「Blue sky summer」                                                                | 『IDOLY PRIDE』関連曲                                                  |
| 2月1日   | IDOLY PRIDE Collection Album [未来]                                                        | ぱじゃパ！ | 「パジャマパーティー」                                                                                    | 『IDOLY PRIDE』関連曲                                                  |
| 3月15日  | ねぇ、好きって痛いよ。 〜告白実行委員会キャラクターソング集〜                              | HoneyWorks feat. 榎本夏樹（戸松遥）、早坂あかり（阿澄佳奈）、合田美桜（豊崎愛生）                                                                 | 「ロマンチックウェディング」                                                                              | 『告白実行委員会〜恋愛シリーズ〜』関連曲                               |
| 3月15日  | ねぇ、好きって痛いよ。 〜告白実行委員会キャラクターソング集〜                              | HoneyWorks feat. 瀬戸口優（神谷浩史）、榎本夏樹（戸松遥）、望月蒼太（梶裕貴）、早坂あかり（阿澄佳奈）、芹沢春輝（鈴村健一）、合田美桜（豊崎愛生） | 「東京スプリングセッション」                                                                              | 『告白実行委員会〜恋愛シリーズ〜』関連曲                               |
| 4月26日  | JUMP IN                                                                                    | めぐみん（高橋李依）、ゆんゆん（豊崎愛生） | 「JUMP IN」                                                                                               | テレビアニメ『この素晴らしい世界に爆焔を!』エンディングテーマ          |
| 4月26日  | JUMP IN                                                                                    | ゆんゆん（豊崎愛生） | 「JUMP IN」                                                                                               | テレビアニメ『この素晴らしい世界に爆焔を!』関連曲                      |
| 2024年   |                                                                                            | | |                                                                        |
| 3月20日  | IDOLY PRIDE Collection Album [chronicle]                                                   | 赤崎こころ（豊崎愛生）、奥山すみれ（夏川椎菜）、kana（田中あいみ）、小美山愛（寿美菜子）、鈴村優（麻倉もも）                                      | 「恋心 ああ無情」                                                                                         | 『IDOLY PRIDE』関連曲                                                  |
| 3月20日  | IDOLY PRIDE Collection Album [chronicle]                                                   | LizNoir | 「星のように夜を照らせ（LizNoir ver.）」                                                                  | 『IDOLY PRIDE』関連曲                                                  |
| 3月20日  | 星のように夜を照らせ                                                                       | LizNoir、初音ミク | 「星のように夜を照らせ」                                                                                  | 『IDOLY PRIDE』関連曲                                                  |
| 12月25日 | Daydream café                                                                              | 成宮すず（相川奏多）、兵藤雫（首藤志奈）、赤崎こころ（豊崎愛生）、ココア（佐倉綾音）、チノ（水瀬いのり）                                          | 「Daydream café」                                                                                         | 『IDOLY PRIDE』関連曲                                                  |
| 2025年   |                                                                                            | | |                                                                        |
| 3月19日  | IDOLY PRIDE Collection Album [Resonance]                                                   | LizNoir | 「情熱だけで生きてみろ」 「Shiny Mystery Tour」                                                           | 『IDOLY PRIDE』関連曲                                                  |
| 3月19日  | IDOLY PRIDE Collection Album [Resonance]                                                   | 赤崎こころ（豊崎愛生）、kana（田中あいみ） | 「天使と悪魔」                                                                                            | 『IDOLY PRIDE』関連曲                                                  |
| 7月9日   | ありがとう to You                                                                          | 星見オールスターズ | 「ありがとう to You」                                                                                     | 『IDOLY PRIDE』関連曲                                                  |

### その他参加作品
| 発売日        | 商品名                                               | 歌                                               | 楽曲                                  | 備考                 |
| ------------- | ---------------------------------------------------- | ------------------------------------------------ | ------------------------------------- | -------------------- |
| 2020年12月9日 | VOICE〜声優たちが歌う松田聖子ソング〜 Female Edition | 豊崎愛生                                         | 「天国のキッス」 「蒼いフォトグラフ」 |                      |
| 2020年12月9日 | VOICE〜声優たちが歌う松田聖子ソング〜 Female Edition | 豊崎愛生、内田真礼、佐倉綾音、麻倉もも、伊藤美来 | 「赤いスイートピー」                  |                      |
| 2023年1月9日  | 配信シングル「お先に失礼します。」                   | 花冷え。                                         | 「お先に失礼します。」                | 豊崎はセリフで参加。 |

## ライブ・イベント

### 合同ライブ
| 出演日            | タイトル                                                       | 会場                                                 | 備考 |
| ----------------- | -------------------------------------------------------------- | ---------------------------------------------------- | --- |
| 2015年9月22日     | 谷山浩子・猫森集会2015                                         | 全労済ホール スペース・ゼロ（東京都）                | |
| 2016年3月5日・6日 | LAWSON presents Sphere Fes. 2016 Green Stage                   | 国立代々木競技場 第一体育館（東京都）                | |
| 2016年12月4日     | リスアニ!LIVE TAIWAN SUNDAY STAGE                              | 台北國際會議中心（台湾・台北市）                     | |
| 2017年10月22日    | LAWSON premium event ミュージックレインフェスティバル2017      | 幕張メッセ イベントホール（千葉県）                  | |
| 2019年12月29日    | LAWSON premium event 戸松遥，豊崎愛生，halcaのMusic Rainbow 06 | 中野サンプラザ（東京都）                             | |
| 2022年8月6日・7日 | LAWSON premium event ミュージックレインフェスティバル2022      | 武蔵野の森総合スポーツプラザメインアリーナ（東京都） | |
| 2023年5月3日      | さよなら中野サンプラザ音楽祭                                   | 中野サンプラザ（東京都）                             | 中野サンプラザ閉館日である7月2日までジャンルの垣根を超えて、様々なアーティストがライブを行う音楽祭。豊崎は寿と共に初日に出演。 |
| 2024年4月28日     | LAWSON presents 高垣彩陽＆豊崎愛生 2マンライブ2024 “twinklux”  | 立川ステージガーデン（東京都）                       | |

## 書籍

### 著書
とよさき あき名義
- とよさきあきのらくがき4コマ（2015年10月15日、主婦の友社）ISBN 978-4074019403
- らくがき4コマ -ごうかばん-（2015年10月15日、主婦の友社）ISBN 978-4074019571
- ユニコーンのキュピ（2021年2月5日、フレーベル館） ISBN 978-4577049426

### フォトブック
- フォトブック「あきやすみ」（2011年8月24日、学研パブリッシング）ISBN 978-4054050280
- 豊崎愛生 あきずかん（2013年10月15日、学研パブリッシング）ISBN 978-4054058408 [注 6]
- フォトブック「あきめくり」（2016年5月24日、学研プラス）ISBN 978-4054064423

### 雑誌連載
- 豊崎愛生のらくがき4コマ （『声優グランプリ』時期不明 - ）
- あきずかん（『声優アニメディア』時期不明 - 2013年9月号）
- あきめくり（『声優アニメディア』2013年10月号 - ）